# Народна социјалистичка странка Црне Горе
Народна социјалистичка странка Црне Горе (НСС) је бивша политичка партија у Црној Гори. Основана је 2001. године. Залагала се за очување државног јединства Црне Горе и Србије у оквиру тадашње Савезне Републике Југославије, а потом у оквиру Државне заједнице Србије и Црне Горе. У време одржавања референдума о независности Црне Горе (2006) активно се борила против сецесионизма, указујући на бројне неправилности у спровођењу референдумског процеса, чији је званични исход оценила као нелегитиман. Странка се почетком 2009. године, заједно са сродним политичким организацијама, ујединила у нову странку под називом Нова српска демократија. Почасни председник НСС је био Момир Булатовић, а последњи страначки председник је био Ново Вујошевић.

## Историја
До настанка НСС је дошло након низа спорова који су крајем 2000. године захватили руководство Социјалистичке народне партије Црне Горе (СНП), на чијем се челу у то време налазио Момир Булатовић, председник Владе СРЈ. Непосредно након савезних избора који су одржани у септембру 2000. године, већи део руководства СНП се определио за сарадњу са Демократском опозицијом Србије (ДОС). Противећи се таквом усмерењу, Момир Булатовић је 9. октобра поднео оставку на функцију председника Савезне владе. Иако је и даље остао на челу СНП, његов утицај је знатно опао, а вођење страначке политике су преузели потпредседници: Предраг Булатовић, Зоран Жижић и Срђа Божовић.
Крајем јануара 2001. године, Момир Булатовић је и формално поднео оставку на функцију председника СНП, изрекавши низ критика на рачун новог политичког усмерења странке, што је довело до даљих подела по дубини страначке организације. Крајем фебруара, одржан је конгрес СНП на коме је за новог председника изабран Предраг Булатовић, који је најавио грађанску и проевропску оријентацију странке. Током конгреса, дошло је до отворене поделе и сукоба међу делегатима. Мањински део делегата, који је био незадовољан новим политичким усмерењем странке, напустио је СНП, придруживши се Момиру Булатовићу. Међу њима су били истакнути страначки функционери: Ново Вујошевић, Емило Лабудовић, Боривоје Ћетковић, Душко Јовановић и други. Тиме је учињен први корак ка стварању нове политичке организације, под називом Народна социјалистичка странка Црне Горе (НСС).
Оснивање нове странке је у првом тренутку изазвало велику пажњу јавности, пошто се очекивало да ће њеним формирањем бити створена аутентична социјалистичка странка српског усмерења, под руководством Момира Булатовића. Међутим, већ на самом почетку се показало да ће та очекивања бити изневерена. Иако је велика већина присталица нове странке била дубоко уверена да ће на њено чело стати управо Момир Булатовић, до тога није дошло, услед његове намере да напусти активно бављење политиком. Његови сарадници су покушали да охрабре разочаране присталице, најавивши да ће Момир Булатовић накнадно прихватити функцију "почасног председника" нове странке, али та најава је створила додатну забуну, пошто је у исто време објављено да ће нову странку водити "колективно руководство" и то не само привремено, већ све до првог конгреса, који је одложен до предстојећих скупштинских избора. Стварањем таквог организационог провизоријума, у јавности је произведен утисак да нова странка нема јасну развојну визију, што је додатно разочарало и поколебало многе присталице. На то се надовезало и питање о јасном програмском профилисању нове странке. Истицањем социјалистичке одреднице у страначком називу назначено је њено левичарско усмерење, што није било спорно. Међутим, то није био случај са избором, односно неизбором одговарајуће националне одреднице. Челници нове странке су отворено критиковали своје бивше другове из СНП, пребацујући им недостатак српске националне свести, али и сами су приликом одлучивања о називу своје странке пропустили да је означе српском одредницом, определивши се за неутралну народну одредницу, тако да је њен званични назив гласио: Народна социјалистичка странка Црне Горе (НСС).
Основана без Момира на челу и без српске одреднице у називу, нова странка се недуго по формирању нашла пред великим изазовом. Упоредо са приближавањем скупштинских избора, који су били заказани за 22. април, колективно руководство НСС се суочило са низом практичних питања. Услед сукоба са СНП, странка није могла бити део коалиције Заједно за Југославију (СНП, НС, СНС), иако се одлучно залагала за очување заједничке државе. Током изборне кампање, руководство НСС је упозоравало бираче да ће странке окупљене у поменутој коалицији, упркос свог формалног залагања за очување СРЈ, пристати на редефинисање и слабљење заједничке државе. Иако је у том тренутку звучало као оштро, то упозорење се касније показало као тачно. Од преосталих српских странака (изван поменуте коалиције) извесну снагу је имала тадашња Српска радикална странка у Црној Гори, али у делу руководства НСС је постојао идеолошки отпор према СРС, тако да до склапања коалиције између НСС и СРС није дошло.
На скупштинским изборима који су у Црној Гори одржани у пролеће 2001. године, НСС је наступила самостално, освојивши 10.702 гласова (2,92%), што је било незнатно испод законом прописаног изборног цензуса од 3%, тако да је странка остала без посланичких мандата, што је сматрано великим неуспехом, који је био утолико већи што се на основу резултата СРС видело да је неостварена коалиција две странке могла прећи цензус. Поред тога, обе странке су од стране СНП биле оптужене за расипање унионистичких гласова. Поучене тим искуством, обе странке су се уочи наредних избора определиле за међусобну сарадњу. На скупштинским изборима који су у Црној Гори одржани у октобру 2002. године, НСС је заједно са СРС учествовала у склопу Патриотске коалиције за Југославију, која је освојила 9.920 гласова (2,81%), што је такође било незнатно испод изборног цензуса.
Почетком 2005. године, руководство НСС је активно учествовало у оснивању Покрета за европску државну заједницу Србије и Црне Горе. Током кампање уочи референдума о државном статусу Црне Горе, који је одржан 21. маја 2006. године, НСС је била део унионистичког блока, који се залагао за очување државног заједништва Црне Горе и Србије. Пошто је легитимност референдума била доведена у питање услед бројних неправилности, руководство НСС је одбило да призна званичне резултате.
На парламентарним изборима 2006. године, првим након проглашења независности Црне Горе, странка је наступила у оквиру коалиције Српска листа, која је остварила значајан успех, освојивши 49,730 гласова (14,68%) и 12 посланичких мандата, од чега је НСС припао један, чиме је ова странка стекла парламентарни статус. Крајем 2008. године, покренута је иницијатива да се Српска листа трансформише из у јединствену политичку странку, али тим поводом је међу чланицама коалиције дошло до неслагања и спорова. Међу странкама које су се определиле за организационо обједињавање била је и НСС, која је почетком 2009. године узела учешће у стварању нове странке под називом Нова српска демократија. Колективним укључивањем у нову странку, НСС је престала да постоји као посебна политичка организација.